# Rot-Weiss Essen 2020-2021
Questa voce raccoglie le informazioni riguardanti il Rot-Weiss Essen nelle competizioni ufficiali della stagione 2020-2021.

## Stagione
Nella stagione 2020-2021 il Rot Weiss Essen, allenato da Christian Neidhart, concluse il campionato di Regionalliga ovest al 2º posto. In Coppa di Germania il Rot Weiss Essen fu eliminato ai quarti dall'Holstein Kiel.

## Rosa
| N. |                     | Ruolo | Calciatore        |
| -- | ------------------- | ----- | ----------------- |
| 1  | Iran (bandiera)     | P     | Daniel Davari     |
| 3  | Germania (bandiera) | D     | Felix Herzenbruch |
| 4  | Germania (bandiera) | C     | Felix Backszat    |
| 6  | Germania (bandiera) | C     | Dennis Grote      |
| 7  | Germania (bandiera) | D     | Kevin Grund       |
| 8  | Germania (bandiera) | C     | Cedric Harenbrock |
| 9  | Germania (bandiera) | A     | Marcel Platzek    |
| 10 | Germania (bandiera) | A     | Jan-Lucas Dorow   |
| 11 | Germania (bandiera) | A     | Simon Engelmann   |
| 14 | Germania (bandiera) | D     | Daniel Heber      |
| 15 | Germania (bandiera) | P     | Luca Fenzl        |
| 16 | Germania (bandiera) | D     | Felix Weber       |
| 17 | Germania (bandiera) | A     | Steven Lewerenz   |
| 18 | Germania (bandiera) | C     | Amara Condé       |

| N. |                        | Ruolo | Calciatore           |
| -- | ---------------------- | ----- | -------------------- |
| 20 | Germania (bandiera)    | C     | Felix Schlüsselburg  |
| 21 | Germania (bandiera)    | D     | Sandro Plechaty      |
| 22 | Germania (bandiera)    | P     | Jakob Golz           |
| 23 | Russia (bandiera)      | A     | Maximilian Pronichev |
| 24 | Germania (bandiera)    | D     | Alexander Hahn       |
| 25 | Germania (bandiera)    | P     | Leon Brüggemeier     |
| 27 | Germania (bandiera)    | D     | Jonas Behounek       |
| 29 | Germania (bandiera)    | C     | Jan Neuwirt          |
| 30 | Stati Uniti (bandiera) | A     | Isaiah Young         |
| 31 | Germania (bandiera)    | D     | David Sauerland      |
| 33 | Germania (bandiera)    | A     | Joshua Endres        |
| 34 | Germania (bandiera)    | C     | Jonas Hildebrandt    |
| 38 | Germania (bandiera)    | A     | Oğuzhan Kefkir       |
| 39 | Germania (bandiera)    | A     | Timur Kesim          |

## Organigramma societario
Area tecnica
- Allenatore: Christian Neidhart
- Allenatore in seconda: Lars Fleischer, Carsten Wolters
- Preparatore dei portieri: Manuel Lenz
- Preparatori atletici:
- Analisi video: Fabio Audia

## Calciomercato

### Sessione estiva
| Acquisti | Acquisti            | Acquisti              | Acquisti |
| R.       | Nome                | da                    | Modalità |
| -------- | ------------------- | --------------------- | -------- |
| C        | Felix Backszat      | Rödinghausen          |          |
| D        | Sandro Plechaty     | Schalke 04 II         |          |
| D        | Jonas Behounek      | Sonnenhof G.          |          |
| C        | Felix Schlüsselburg | Borussia Dortmund U19 |          |
| P        | Daniel Davari       | RW Oberhausen         |          |
| A        | Simon Engelmann     | Rödinghausen          |          |
| D        | Felix Herzenbruch   | RW Oberhausen         |          |
| C        | Ioannis Orkas       | Rot-Weiss Essen U19   |          |

| Cessioni | Cessioni             | Cessioni             | Cessioni |
| R.       | Nome                 | a                    | Modalità |
| -------- | -------------------- | -------------------- | -------- |
| C        | Hamdi Dahmani        | Alemannia Aquisgrana |          |
| A        | Jonas Erwig-Drüppel  | Wuppertal            |          |
| C        | Erolind Krasniqi     | BFC Dynamo           |          |
| P        | Marcel Lenz          | Schwarz-Weiß Essen   |          |
| D        | José-Junior Matuwila | Kaiserslautern       |          |
| A        | Enzo Wirtz           | Rödinghausen         |          |
| D        | Philipp Zeiger       | Altglienicke         |          |

### Sessione invernale
| Acquisti | Acquisti        | Acquisti         | Acquisti |
| R.       | Nome            | da               | Modalità |
| -------- | --------------- | ---------------- | -------- |
| A        | Steven Lewerenz | Viktoria Colonia |          |

| Cessioni | Cessioni    | Cessioni   | Cessioni |
| R.       | Nome        | a          | Modalità |
| -------- | ----------- | ---------- | -------- |
| A        | Noel Futkeu | Colonia II |          |

## Risultati

### Regionalliga ovest

#### Girone di andata
| Arbitro: | Visse |

|               |           |               |
| Engelmann 55’ | Marcatori | 90’ Latkowski |

| Arbitro: | Ernst |

|  |           |            |
|  | Marcatori | 32’ Kefkir |

| 16 settembre 2020 3ª giornata |  | – turno di riposo |  |  |

| Arbitro: | Benkhoff |

|           |           |                    |
| Duman 70’ | Marcatori | 90’ (aut.) Weigelt |

| Arbitro: | Fuchs |

|                                      |           |                          |
| Platzek 18’ Kehl-Gómez 51’ Condé 83’ | Marcatori | 5’ Kaçınoğlu 27’ Maiella |

| Arbitro: | Weller |

|  |           |                                   |
|  | Marcatori | 15’ Kehl-Gómez 38’, 49’ Engelmann |

| Arbitro: | Jäger |

|                          |           |  |
| Grote 71’ Harenbrock 80’ | Marcatori |  |

| Arbitro: | Bramkamp |

|                   |           |               |
| Brandenburger 50’ | Marcatori | 18’ Engelmann |

| Arbitro: | Visse |

|               |           |  |
| Engelmann 51’ | Marcatori |  |

| Arbitro: | Exner |

|  |           |                        |
|  | Marcatori | 72’ Plechaty 90’ Young |

| Arbitro: | Fuchs |

|                                             |           |  |
| Harenbrock 11’ Kehl-Gómez 47’ Engelmann 90’ | Marcatori |  |

| Arbitro: | Wollenweber |

|           |           |           |
| Hoppe 87’ | Marcatori | 90’ Heber |

| Arbitro: | Windeln |

|                                     |           |  |
| Harenbrock 55’ Engelmann 88’ (rig.) | Marcatori |  |

| Arbitro: | Schäfer |

|  |           |                                |
|  | Marcatori | 67’ (rig.) Engelmann 90’ Dorow |

| Arbitro: | Scheper |

|                                         |           |             |
| Engelmann 34’, 64’ Grund 41’ Kefkir 42’ | Marcatori | 78’ Lachheb |

| Arbitro: | Weller |

|  |           |                                            |
|  | Marcatori | 3’, 55’ Engelmann 21’ Platzek 36’ Plechaty |

| Arbitro: | Habibi |

|                                                    |           |           |
| Engelmann 10’, 23’, 67’, 82’ Grote 52’ Platzek 90’ | Marcatori | 5’ Ametov |

| Arbitro: | Severins |

|             |           |           |
| Dahmani 82’ | Marcatori | 58’ Grote |

| Arbitro: | Dardenne |

|                                     |           |          |
| Kehl-Gómez 34’ Kefkir 40’ Grote 73’ | Marcatori | 69’ Zorn |

| Arbitro: | Erk |

|  |           |                          |
|  | Marcatori | 20’ Heber 40’ Harenbrock |

| Arbitro: | Tietze |

|                                          |           |                              |
| Engelmann 23’, 27’ (rig.) Harenbrock 58’ | Marcatori | 3’ Kabambi 48’ (rig.) Hasani |

#### Girone di ritorno
| Rheda-Wiedenbrück 16 gennaio 2021, ore 14:00 CET 22ª giornata | Wiedenbrück | 0 – 0 referto | Rot-Weiss Essen | Jahnstadion (0 spett.)\| Arbitro: \| Exuzidis \| |
| Arbitro:                                                      | Exuzidis    |               |                 |                                                  |

| Arbitro: | Koj |

|                           |           |  |
| Engelmann 24’ (rig.), 76’ | Marcatori |  |

| 30 gennaio 2021 24ª giornata |  | – turno di riposo |  |  |

| Arbitro: | Fuchs |

|               |           |            |
| Engelmann 16’ | Marcatori | 76’ Tachie |

| Arbitro: | Arlt |

|                   |           |                      |
| Mai 40’ Cirak 90’ | Marcatori | 52’ (rig.) Engelmann |

| Arbitro: | Windeln |

|                                                            |           |  |
| Kefkir 41’, 57’ Engelmann 53’ Pronichev 78’ Kehl-Gómez 86’ | Marcatori |  |

| Arbitro: | Erk |

|                                    |           |  |
| Schaub 26’ Lobinger 59’ Montag 74’ | Marcatori |  |

| Arbitro: | Lautz |

|                         |           |  |
| Kefkir 59’ Backszat 83’ | Marcatori |  |

| Arbitro: | Ulankiewicz |

|             |           |  |
| Wegkamp 46’ | Marcatori |  |

| Arbitro: | Dardenne |

|                                         |           |  |
| Kehl-Gómez 57’, 59’ Grund 78’ Condé 89’ | Marcatori |  |

| Arbitro: | Braun |

|                   |           |              |
| Kreyer 90’ (rig.) | Marcatori | 9’ Engelmann |

| Arbitro: | Gansloweit |

|                                                               |           |  |
| Grote 12’ Harenbrock 36’ Lewerenz 38’ Young 79’ Pronichev 81’ | Marcatori |  |

| Arbitro: | Severins |

|              |           |           |
| Simakala 15’ | Marcatori | 61’ Young |

| Arbitro: | Jäger |

|                                        |           |  |
| Engelmann 28’, 32’, 64’ Harenbrock 70’ | Marcatori |  |

| Arbitro: | Ulankiewicz |

|  |           |                             |
|  | Marcatori | 22’ Harenbrock 90’ Lewerenz |

| Arbitro: | Tietze |

|                                                 |           |              |
| Kefkir 16’ Grote 32’, 53’ (rig.) Kehl-Gómez 76’ | Marcatori | 78’ Talarski |

| Arbitro: | Visse |

|             |           |                        |
| Römling 90’ | Marcatori | 20’ Heber 88’ Lewerenz |

| Arbitro: | Ernst |

|                         |           |                |
| Grote 50’ Pronichev 72’ | Marcatori | 88’ Fejzullahu |

| Arbitro: | Gottschalk |

|                   |           |           |
| Lemperle 11’, 27’ | Marcatori | 61’ Grote |

| Arbitro: | Aarts |

|                                                                   |           |                         |
| Grote 4’ Kehl-Gómez 14’ Harenbrock 37’ Plechaty 54’ Engelmann 57’ | Marcatori | 41’ Terzi 55’ Andzouana |

| Arbitro: | Steffens |

|  |           |                        |
|  | Marcatori | 1’ Heber 10’ Engelmann |

### Coppa di Germania
| Arbitro: | Osmers |

|               |           |  |
| Engelmann 33’ | Marcatori |  |

| Arbitro: | Jöllenbeck |

|                                         |           |                          |
| Engelmann 15’ Kehl-Gómez 39’ Kefkir 70’ | Marcatori | 36’, 87’ (rig.) Hennings |

| Arbitro: | Schlager |

|                            |           |             |
| Kefkir 108’ Engelmann 117’ | Marcatori | 105’ Bailey |

| Arbitro: | Schmidt |

|  |           |                                       |
|  | Marcatori | 26’ (rig.) Mühling 28’ Serra 89’ Mees |

## Statistiche

### Statistiche di squadra
| Competizione      | Punti | In casa | In casa | In casa | In casa | In casa | In casa | In trasferta | In trasferta | In trasferta | In trasferta | In trasferta | In trasferta | Totale | Totale | Totale | Totale | Totale | Totale | DR  |
| Competizione      | Punti | G       | V       | N       | P       | Gf      | Gs      | G            | V            | N            | P            | Gf           | Gs           | G      | V      | N      | P      | Gf     | Gs     | DR  |
| ----------------- | ----- | ------- | ------- | ------- | ------- | ------- | ------- | ------------ | ------------ | ------------ | ------------ | ------------ | ------------ | ------ | ------ | ------ | ------ | ------ | ------ | --- |
| Regionalliga      | 90    | 20      | 18      | 2       | 0       | 62      | 13      | 20           | 9            | 7            | 4            | 28           | 15           | 40     | 27     | 9      | 4      | 90     | 28     | +62 |
| Coppa di Germania | -     | 4       | 3       | 0       | 1       | 6       | 6       | 0            | 0            | 0            | 0            | 0            | 0            | 4      | 3      | 0      | 1      | 6      | 6      | 0   |
| Totale            | 90    | 24      | 21      | 2       | 1       | 68      | 19      | 20           | 9            | 7            | 4            | 28           | 15           | 44     | 30     | 9      | 5      | 96     | 34     | +62 |

### Andamento in campionato
| Giornata  | 1 | 2 | 3 | 4 | 5 | 6 | 7 | 8 | 9 | 10 | 11 | 12 | 13 | 14 | 15 | 16 | 17 | 18 | 19 | 20 | 21 | 22 | 23 | 24 | 25 | 26 | 27 | 28 | 29 | 30 | 31 | 32 | 33 | 34 | 35 | 36 | 37 | 38 | 39 | 40 | 41 | 42 |
| --------- | - | - | - | - | - | - | - | - | - | -- | -- | -- | -- | -- | -- | -- | -- | -- | -- | -- | -- | -- | -- | -- | -- | -- | -- | -- | -- | -- | -- | -- | -- | -- | -- | -- | -- | -- | -- | -- | -- | -- |
| Luogo     | C | T |   | T | C | T | C | T | C | T  | C  | T  | C  | T  | C  | T  | C  | T  | C  | T  | C  | T  | C  |    | C  | T  | C  | T  | C  | T  | C  | T  | C  | T  | C  | T  | C  | T  | C  | T  | C  | T  |
| Risultato | N | V |   | N | V | V | V | N | V | V  | V  | N  | V  | V  | V  | V  | V  | N  | V  | V  | V  | N  | V  |    | N  | P  | V  | P  | V  | P  | V  | N  | V  | N  | V  | V  | V  | V  | V  | P  | V  | V  |
| Posizione | 9 | 9 | 9 | 9 | 6 | 6 | 4 | 5 | 4 | 3  | 2  | 2  | 2  | 2  | 2  | 2  | 1  | 1  | 1  | 1  | 1  | 1  | 1  | 2  | 2  | 2  | 2  | 2  | 2  | 2  | 2  | 2  | 2  | 2  | 2  | 2  | 2  | 2  | 2  | 2  | 2  | 2  |

Legenda:

Luogo: C = Casa; T = Trasferta. Risultato: V = Vittoria; N = Pareggio; P = Sconfitta.

### Statistiche dei giocatori
| Giocatore        | Regionalliga | Regionalliga | Regionalliga | Regionalliga | Coppa di Germania | Coppa di Germania | Coppa di Germania | Coppa di Germania | Totale   | Totale | Totale      | Totale     |
| Giocatore        | Presenze     | Reti         | Ammonizioni  | Espulsioni   | Presenze          | Reti              | Ammonizioni       | Espulsioni        | Presenze | Reti   | Ammonizioni | Espulsioni |
| ---------------- | ------------ | ------------ | ------------ | ------------ | ----------------- | ----------------- | ----------------- | ----------------- | -------- | ------ | ----------- | ---------- |
| A. Adetula       | 2            | 0            | 0            | 0            | 0                 | 0                 | 0                 | 0                 | 2        | 0      | 0           | 0          |
| F. Backszat      | 20           | 1            | 0            | 0            | 3                 | 0                 | 1                 | 0                 | 23       | 1      | 1           | 0          |
| J. Behounek      | 5            | 0            | 1            | 0            | 0                 | 0                 | 0                 | 0                 | 5        | 0      | 1           | 0          |
| L. Brüggemeier   | 0            | 0            | 0            | 0            | 0                 | 0                 | 0                 | 0                 | 0        | 0      | 0           | 0          |
| A. Condé         | 33           | 2            | 5            | 0            | 3                 | 0                 | 1                 | 0                 | 36       | 2      | 6           | 0          |
| D. Davari        | 38           | 0            | 3            | 0            | 4                 | 0                 | 0                 | 0                 | 42       | 0      | 3           | 0          |
| J. Dorow         | 14           | 1            | 1            | 0            | 0                 | 0                 | 0                 | 0                 | 14       | 1      | 1           | 0          |
| J. Endres        | 22           | 0            | 3            | 0            | 3                 | 0                 | 0                 | 0                 | 25       | 0      | 3           | 0          |
| S. Engelmann     | 40           | 29           | 2            | 0            | 4                 | 3                 | 2                 | 0                 | 44       | 32     | 4           | 0          |
| L. Fenzl         | 0            | 0            | 0            | 0            | 0                 | 0                 | 0                 | 0                 | 0        | 0      | 0           | 0          |
| N. Futkeu        | 2            | 0            | 0            | 0            | 1                 | 0                 | 0                 | 0                 | 3        | 0      | 0           | 0          |
| J. Golz          | 2            | 0            | 0            | 0            | 0                 | 0                 | 0                 | 0                 | 2        | 0      | 0           | 0          |
| D. Grote         | 39           | 10           | 4            | 0            | 4                 | 0                 | 2                 | 0                 | 43       | 10     | 6           | 0          |
| K. Grund         | 29           | 2            | 3            | 0            | 4                 | 0                 | 0                 | 0                 | 33       | 2      | 3           | 0          |
| A. Hahn          | 30           | 0            | 5            | 0            | 4                 | 0                 | 0                 | 0                 | 34       | 0      | 5           | 0          |
| C. Harenbrock    | 34           | 9            | 0            | 0            | 2                 | 0                 | 0                 | 0                 | 36       | 9      | 0           | 0          |
| D. Heber         | 39           | 4            | 5            | 0            | 4                 | 0                 | 0                 | 0                 | 43       | 4      | 5           | 0          |
| F. Herzenbruch   | 21           | 0            | 3            | 0            | 4                 | 0                 | 0                 | 0                 | 25       | 0      | 3           | 0          |
| J. Hildebrandt   | 10           | 0            | 2            | 0            | 4                 | 0                 | 0                 | 0                 | 14       | 0      | 2           | 0          |
| O. Kefkir        | 38           | 7            | 2            | 1            | 3                 | 2                 | 0                 | 0                 | 41       | 9      | 2           | 1          |
| M. Kehl-Gómez    | 39           | 9            | 6            | 0            | 4                 | 1                 | 2                 | 0                 | 43       | 10     | 8           | 0          |
| T. Kesim         | 1            | 0            | 0            | 0            | 0                 | 0                 | 0                 | 0                 | 1        | 0      | 0           | 0          |
| S. Lewerenz      | 16           | 3            | 0            | 0            | 1                 | 0                 | 0                 | 0                 | 17       | 3      | 0           | 0          |
| J. Neuwirt       | 15           | 0            | 0            | 0            | 2                 | 0                 | 0                 | 0                 | 17       | 0      | 0           | 0          |
| M. Platzek       | 23           | 3            | 3            | 0            | 4                 | 0                 | 0                 | 0                 | 27       | 3      | 3           | 0          |
| S. Plechaty      | 26           | 3            | 2            | 0            | 3                 | 0                 | 0                 | 0                 | 29       | 3      | 2           | 0          |
| M. Pronichev     | 11           | 3            | 1            | 0            | 0                 | 0                 | 0                 | 0                 | 11       | 3      | 1           | 0          |
| D. Sauerland     | 1            | 0            | 0            | 0            | 0                 | 0                 | 0                 | 0                 | 1        | 0      | 0           | 0          |
| F. Schlüsselburg | 0            | 0            | 0            | 0            | 0                 | 0                 | 0                 | 0                 | 0        | 0      | 0           | 0          |
| F. Weber         | 6            | 0            | 0            | 0            | 0                 | 0                 | 0                 | 0                 | 6        | 0      | 0           | 0          |
| I. Young         | 34           | 3            | 2            | 0            | 3                 | 0                 | 1                 | 0                 | 37       | 3      | 3           | 0          |